# Саймон, Соломон
Соломон Саймон (англ. Solomon Simon, при рождении Шло́йме Шимоно́вич 4 июля 1895, Калинковичи — 8 ноября 1970, Майами) — американский публицист, литературовед, автор книг для детей. Писал на идише.

## Биография
Родился 4 июля 1895 года в бедной семье сапожника Ерухима Бенциона Шимоновича и Меры Лифшиц. Получил традиционное еврейское религиозное образование в хедере и иешиве Кременчуга. В 1913 году эмигрировал в США. Окончил медицинское училище при Нью-Йоркском университете. Работал стоматологом. С 1949 года был сотрудником «Ди Прессе», с 1951 года — «Morning Journal» (Нью-Йорк). В период с 1940 года по 1947 год издавал «Шульблат», с 1947 года по 1950 год — «Киндер Журнал». В разные годы возглавлял Sholem Aleichem Folks Institute (1939—1943, 1945—1949; 1952—1953).

### Произведения
- Robert’s Ventures (1938);
- Levik’s kinder yoren (1938);
- Helden fun Chelm (1942);
- The Wandering Beggar (1942);
- The Wise Men of Chelm and Their Merry Tales (1945);
- Yidn zvishn felker (1949);
- Medinath Israel un Eretz Israel (1950);
- Amoleke yidn (1952);
- Yehoshua un Shoftim (1952);
- Tuch-yidishkayt (1954);
- My Jewish Roots (1956);
- In the Thicket (1963);
- Maises fun Agadata (1936, соавтор)
- Chumesh far kinder (1950);